# Synchronicity
Synchronicity är det femte och sista albumet av den brittiska rockgruppen The Police, utgivet 1 juni 1983. Albumet var gruppens kommersiellt mest framgångsrika och toppade albumlistan både i Storbritannien och USA.
Albumet fortsatte trenden från föregångaren Ghost in the Machine med mindre reggaeinslag och ökad användning av keyboards. Det domineras av material skrivet av Sting, med mindre bidrag från Andy Summers och Stewart Copeland. Låten Every Breath You Take blev den stora hiten från albumet men även King of Pain, Synchronicity II och Wrapped Around Your Finger släpptes framgångsrikt som singlar.

## Låtlista
| 1. | Synchronicity I           | Sting            | 3:26 |
| 2. | Walking in Your Footsteps | Sting            | 3:36 |
| 3. | O My God                  | Sting            | 4:02 |
| 4. | Mother                    | Andy Summers     | 3:05 |
| 5. | Miss Gradenko             | Stewart Copeland | 2:00 |
| 6. | Synchronicity II          | Sting            | 5:02 |

| 7.           | Every Breath You Take      | Sting        | 4:14  |
| 8.           | King of Pain               | Sting        | 4:58  |
| 9.           | Wrapped Around Your Finger | Sting        | 5:13  |
| 10.          | Tea in the Sahara          | Sting        | 4:11  |
| Total längd: | Total längd:               | Total längd: | 39:42 |

| 11.          | Murder by Numbers | 4:34  |
| Total längd: | Total längd:      | 44:18 |

## Medverkande
| The Police - Stewart Copeland – trummor, xylofon, slagverk - Sting – sång, bas, keyboard, oboe, trummaskin, saxofon - Andy Summers – gitarr, sång, keyboard | Produktion - Hugh Padgham – producent, ljudtekniker - Dave Collins, Bob Ludwig – mastering - Jeffrey Kent Ayeroff, Norman Moore, Vartan – art direction - Jeffrey Kent Ayeroff, Norman Moore – design - Duane Michaels – foto |

## Listplaceringar och certifikat
| Land           | Organisation | Topplacering | Sålda ex.  | Certifikat   | Ref           |
| -------------- | ------------ | ------------ | ---------- | ------------ | ------------- |
| Australien     | ARIA         | 1            |            |              | [ 2 ]         |
| Frankrike      | SNEP         | 6            | 400 000+   | Platina      | [ 3 ] [ 4 ]   |
| Kanada         | CRIA         | 1            | 100 000+   | Platina      | [ 5 ]         |
| Nederländerna  | NVPI         | 2            |            |              | [ 6 ]         |
| Norge          | IFPI         | 3            |            |              | [ 6 ]         |
| Nya Zeeland    | RIANZ        | 1            |            |              | [ 6 ]         |
| Storbritannien | BPI          | 1            | 300 000+   | Platina      | [ 7 ] [ 8 ]   |
| Sverige        | IFPI         | 4            |            |              | [ 6 ]         |
| Tyskland       | IFPI         | 4            | 100 000+   | Guld         | [ 9 ]         |
| USA            | RIAA         | 2            | 8 000 000+ | Platina (x8) | [ 10 ] [ 11 ] |
| Österrike      | IFPI         | 11           |            |              | [ 6 ]         |